# 延秀
延秀（？—？），田氏，汉军镶黄旗人，清末政治人物、二等侯爵。

## 生平
田雄九世孫。光緒四年（1878年），襲封二等順義侯，委散秩大臣。宣统年间，出任资政院钦选议员。